# 지계아문
지계아문(地契衙門)은 대한제국 시기 지적, 지적공부, 토지분할, 논밭의 거래, 측량, 이용 등의 전권 등의 사무를 전담한 관청이다. 1901년에 양지아문에서 분리되어 설치되었으며 1902년 양지아문의 기능을 통합하여 사무를 개시하였다. 1903년 폐지되어 탁지부에 통합되었다. 대표적 사무 활동 및 사업 성과로 지계 발행 사업과 구소삼각원점 설치 등이 있다.

### 구소삼각원점 설치
구소삼각원점은 한반도 내에 최초로 설치된 지적 기준점이라는 의의를 지니고 있으며, 현재 양천구 갈산에 구소삼각원점이 보존되어 현재도 지적측량에 활용되고 있다.

## 같이 보기
- 양지아문
- 대한지적공사